# Irmgard Keun

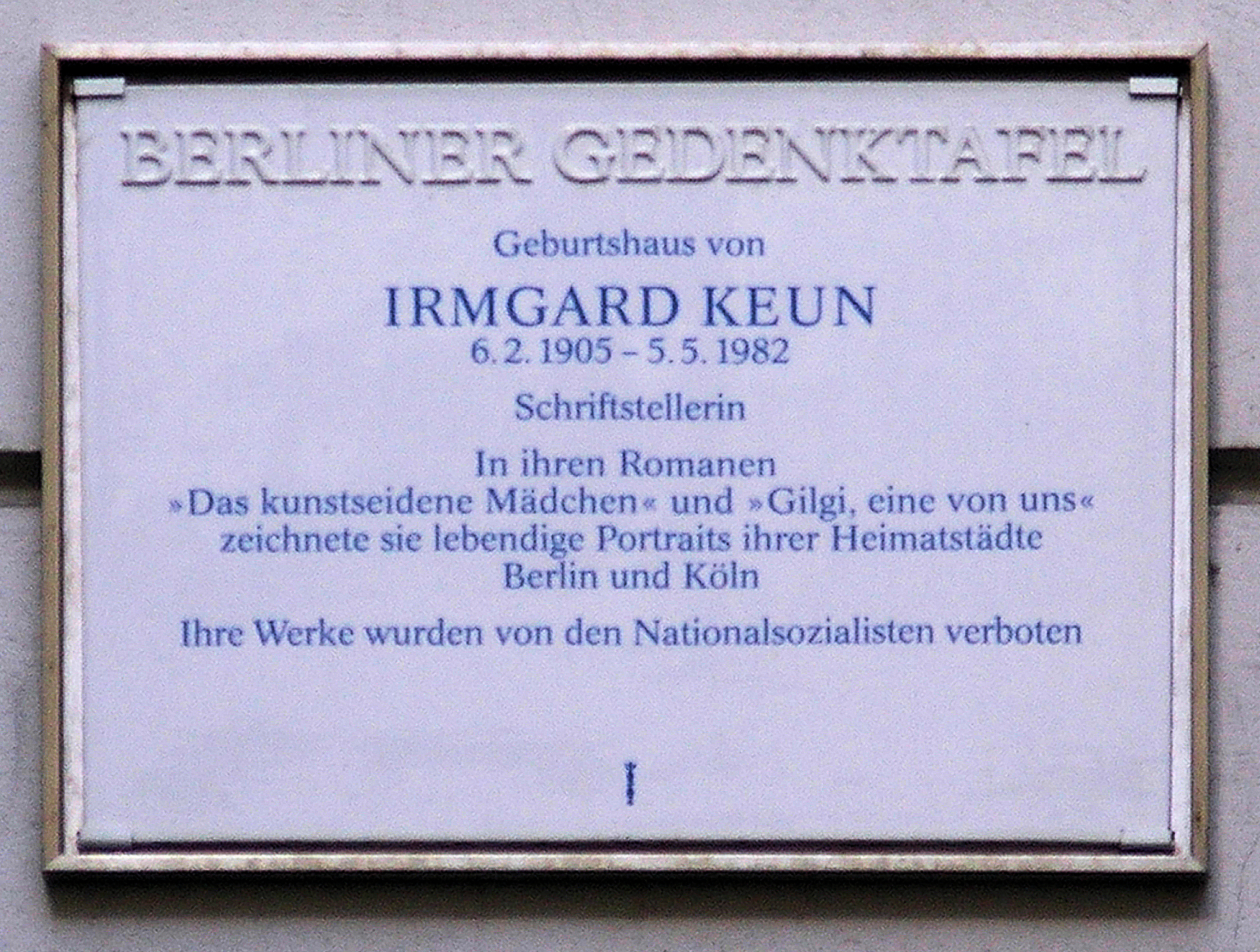
Minnestavla på Meinekestraße 6 i Charlottenburg

Irmgard Keun född 6 februari 1905 i Berlin, död 5 maj 1982 i Köln, var en tysk författare och journalist med anknytning till den litterära expressionismen.
Keun debuterade med romanen Gilgi-eine von uns 1931, som även filmatiserades 1932. Das kunstseidene Mädchen (Konstsilkesflickan) brändes under bokbålen runt om i Nazityskland 1933. Det kulturpolitiska organet Reichskulturkammer förbjöd henne senare samma år att publicera sina böcker. Hon emigrerade till Nederländerna 1936. Dock återvände hon till Tyskland illegalt 1940. Efter 1945 arbetade hon som journalist och glömdes bort som författare men återupptäcktes på 1970-talet.